# De Kleine Poll

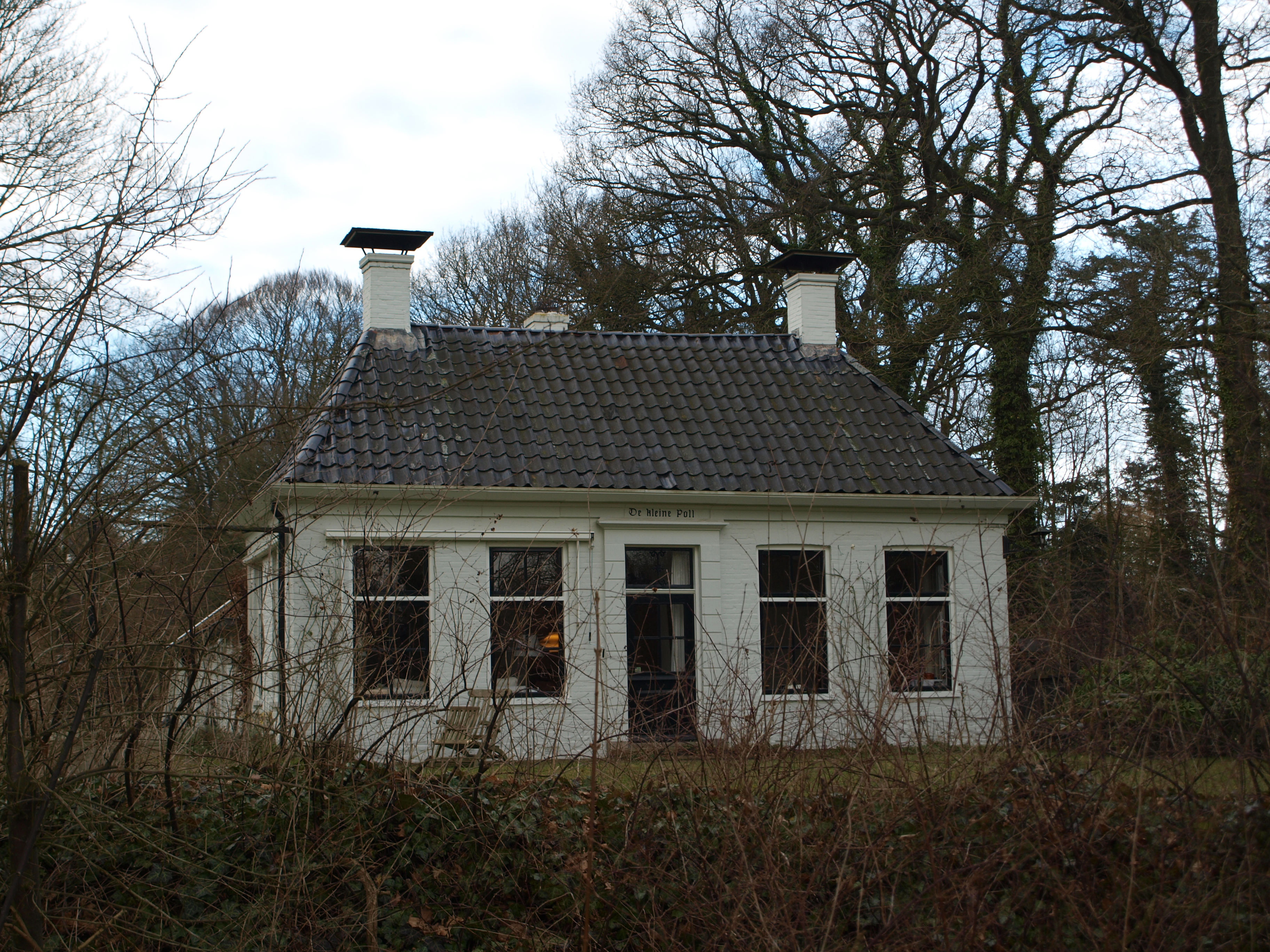
De Kleine Poll

De Kleine Poll is een landhuis aan de Zuidlaarderweg 26 onder Glimmen in de gemeente Groningen in de Nederlandse provincie Groningen.
Het pand werd in 1872 gebouwd als een boerderij en werd in 1887 verbouwd tot landhuis. Het bestaat uit een breed dwarshuis met een schilddak en hoekschoorstenen, waarachter zich een schuur bevindt. Van 1893 tot 1917 werd het door de familie Geertsema gebruikt als rentmeesterswoning voor het door hen aangekochte landgoed De Poll en het noordelijk deel van het Noordlaarderbos. Tegenwoordig vormt het een rijksmonument.